# José De Cauwer
Pour les articles homonymes, voir De Cauwer.
José De Cauwer, né à Temse le 25 septembre 1949, est un ancien coureur cycliste belge, professionnel de 1973 à 1980. Il sera ensuite directeur sportif de plusieurs équipes (Daf trucks, J.Aernoudt, ADR, Tulip Computers) et sélectionneur national belge de 1998 à 2005. Il a ensuite intégré l'équipe Davitamon-Lotto en tant que coordinateur des jeunes. Il quitte cette équipe, devenue Silence-Lotto à la fin de la saison 2008.
Il est ultérieurement commentateur sportif sur la chaîne publique belge néerlandophone, la VRT.

## Palmarès
- 1973
  - 3e du Grand Prix de la ville de Zottegem
- 1974
  - 2e du Grand Prix de Denain
  - 3e du Grand Prix de Monaco
  - 3e du Circuit du Pays de Waes
- 1975
  - 3e du Circuit Het Volk
- 1976
  - 1re étape du Tour d'Espagne
- 1977
  - 3e du Circuit des frontières
- 1978
  - 5e étape du Tour de Belgique
- 1980
  - 3e du Samyn

## Résultats sur les grands tours

### Tour de France
- 1975 : 67e
- 1976 : 79e
- 1977 : 46e
- 1978 : 55e
- 1979 : 85e

### Tour d'Espagne
- 1975 : abandon
- 1976 : abandon, vainqueur de la 1re étape, leader pendant 3 jours

## Distinction
- Vélo de cristal du meilleur directeur sportif en 2005